# وليام لامبورت
وليام لامبورت (بالأيرلندية والإنجليزية: William Lamport) أو غويان دي لامبورت أو غيين لومباردو (بالإسبانية:Guillén de Lampart) (وكسفورد 1615- مدينة مكسيكو 19 نوفمبر 1659 ) المغامر الأيرلندي الكاثوليكي المعروف في المكسيك بأسم دون غيين دي لومباردو أو غوزمان،
صاحب الهام شخصية زورو.

## حياته
ولد وليام لامبورت في وكسفورد ايرلندا عام 1615 ارسل إلى دبلن لتلقي التعليم الكاثوليكي ثم ذهب إلى لندن لدراسة الرياضيات واللغة اليونانية كان معلموه يعتبرونه طفلا عبقريا لذكائه الشديد، في سن 21 كان قادرا على التحدث 14 لغة، لكن في انجلترا في تلك الفترة كانت فترة صراع ديني كبير بصفته كاثوليكيا فقد اضطهد من طرف السلطات البروتستانتية ، ترك الدراسة في لندن وتمكن من الفرار متجهاً إلى إسبانيا على سفينة استحوذ عليها القراصنة ومكث معهم قرابة عامين.

## وصوله إسبانيا
كان الملك الإسباني فيليب الرابع يتعاطف مع الإيرلنديين الكاثوليك، وبما أن وليام لامبورت، ذكي ومقدام فقد عرض خدماته على خادم محلي عرفه بدوره على السياسي المحنك الكونت اوليفارز، صاحب السلطة المطلقة والقوة الكامنة وراء عرش إسبانيا، الذي أعد له ليكون بمثابة جاسوس وليثبت أنه خادم وفيّ لإسبانيا غير وليام لامبروت اسمه إلى (غويان لامباردو).

## إسبانيا الجديدة
في عام 1640 سافر إلى إسبانيا الجديدة كانت من أهم مستعمرات الإمبراطورية الإسبانية، وكان هناك توتر بين الهنود والمستعمرين، فأمر أولفاريز بإرسال بعثة من ضمنها لامبورت بمهمة جديدة.. إنها حياة مزدوجة سيعيشها الشاب الإيرلندي، أرستقراطي خلال النهار وجاسوس في الليل، مهمته إرسال التقارير إلى الكونت الإسباني، صدم حين وقف على فساد النخبة الإسبانية الحاكمة بالمكسيك، حيث العبيد والهنود الذين يمثلون غالبية المجتمع يعيشون في فقر شديد ويتم استغلالهم وبشكل بشع وفي كثير من الأحيان يتم قتلهم بلا رحمة وارسل تقارير إلى مدريد حول ما رآه، انزعج لامبروت من فساد النخبة الحاكمة في الإسبانية وفوجئ أكثر حين أدرك حالات استغلال في الكنيسة الكاثوليكية والسلطة التي تحكمها، أي محاكم التفتيش وبعد سنتين تغيرت أفكار لامبورت حول المستعمرة بشكل جذري وتوصل إلى أن حكم الإسبان ليس الحل، فقرر تحقيق الأفضل للمستعمرة لقد قرر أن يثور.
شرع لامبورت في كتابة مسودة إعلان الاستقلال (لازالت موجودة حتى يومنا) وهي مسودة سبق تاريخها تاريخ الثورة الفرنسية والأمريكية بقرن من الزمن،.بدا كأن خطته تسبق زمنه بكثير.. الإعلان هو عمل رجل مثقف يبين أنه سيتم إبطال العبودية وأنه سيتم انتخاب الحكومة الملكية، وأنه أي لامبروت سيكون الملك.

## اعتقاله وإعدامه
في 26 أكتوبر عام 1642 اعتقلت محاكم التفتيش ووجهت له تهمت التحالف مع الشيطان، وأثناء وجوده في السجن ادعى أنه عميل للملك ثم بدأ يبعث من سجنه برسائل استنكارية، تم تجاهل جميع رسائل لامبورت وبعد 8 سنوات داخل الزنزانة، قرر تولي الأمور بنفسه وخطط طويلا قبل أن يشرع في تنفيذ ما قرره، وفي يوم عيد الميلاد 1650 وبمساعدة من زميله في الزنزانة (بينتو) فر من السجن بطريقة بطولية، حيث اخترق نافذة الزنزانة وكسر القفل الحديدي للبوابة وتسلق الجدران وتنفس الحرية، في الليلة نفسها وزع لامبورت منشورات بالمدينة كما أنه وضع ملصقات على باب الكتدرائية شبيهة بقصص (زورو)التي جاءت من بعده.
كان هروبه ناجحا بكل المقاييس لكشف الفساد في قلب محاكم التفتيش وكان التصرف المنطقي أن يهرب ويختبئ، لكنه اقترف خطأ قاتلا خلافا لزميله (بينتو)الذي نحج في الهروب خارج المدينة.. لقد اختار الاختباء بالمدينة فتم اعتقاله بعد بضعة أيام، في عام 1659 بعد 17 عاما في السجن حكمت عليه محاكم التفتيش بالإعدام حارقاً باعتباره زنديق تفيد بعض التقارير انه استطاع ان يحرر نفسه ثم شنق نفسه بطوق حديدي.

## زورو
من الممكن أن لامبورت ألهم جونستون مكولي البطل الخيالي زورو.